# Teateråret 1881

## Händelser
- Mars - Åbo Svenska Teater eldhärjas.[1]
- 1 juli – Henrik Westin efterträder Erik af Edholm som chef för de kungliga teatrarna.[2]

## Årets uppsättningar

### Februari
- 25 februari – Alfhild Agrells pjäs Hvarför? har urpremiär på Dramaten i Stockholm.[3]

### December
- 30 december – August Strindbergs pjäs Mäster Olof uruppförs på Nya Teatern i Stockholm.[4]

## Födda
- 17 mars – Signe Kolthoff (död 1961), svensk skådespelare.
- 3 oktober – Oscar Ralf (död 1964), svensk opera-operettöversättare och operasångare.

## Avlidna
- 24 februari – Alice Oates, 31, amerikansk vokalist och skådespelare.
- 13 mars – Sophie Daguin, 79, fransk ballerina.
- 1 september – Ulrik Torsslow, 79, svensk skådespelare, konstnär och teaterdirektör.

### Fotnoter
1. ↑  ”Åbo Svenska Teater”. Arkiverad från originalet den 1 januari 2009. https://web.archive.org/web/20090101134305/http://www.abosvenskateater.fi/sve/om_ast/historik/. Läst 24 mars 2011.
2. ↑  Johannes Svanberg (1917-1918). Kungl. teatrarne under ett halft sekel 1860-1910: personalhistoriska anteckningar. Stockholm: Nordisk familjebok. sid. 15. Libris 287664
3. ↑  ”Dramawebben”. Arkiverad från originalet den 11 augusti 2010. https://web.archive.org/web/20100811224816/http://www.dramawebben.se/pjas/hvarfor. Läst 23 mars 2011.
4. ↑  ”Dramawebben”. Arkiverad från originalet den 22 februari 2012. https://web.archive.org/web/20120222170146/http://www.dramawebben.se/pjas/master-olof-prosa. Läst 23 mars 2011.